# جزیره سیلیکون
جزیره سیلیکون یک جزیره مصنوعی است که در حال حاضر در سواحل جنوبی جزیره پنانگ در ایالت پنانگ مالزی در دست ایجاد است. این جزیره در فاصله ۳۵۰ متر (۱٬۱۵۰ فوت) از خط ساحلی جزیره پنانگ واقع شده است و در حوزه قضایی جرج تاون قرار دارد.
اگرچه فعالیت‌های تداوم دار احیای جزیره سیلیکون رسماً در سال ۲۰۲۳ آغاز شد، اما این پروژه که بخشی از طرح جامع جزایر جنوبی پنانگ (PSI) است، از سال ۲۰۱۵ در دست برنامه‌ریزی بود و به دلیل نگرانی‌های اجتماعی-اقتصادی و تحولات سیاسی با تأخیر مواجه شد. جزیره سیلیکون مساحتی بالغ بر ۲٬۳۰۰ جریب فرنگی (۹۳۰ هکتار) را در برخواهد گرفت و قرار است به عنوان توسعه منطقه آزاد صنعتی بایان لپاس (منطقه آزاد تجاری بایان لپاس) عمل کند.